# Мірча-Воде (Констанца)
Мірча-Воде (рум. Mircea Vodă) — село у повіті Констанца в Румунії. Адміністративний центр комуни Мірча-Воде.
Село розташоване на відстані 166 км на схід від Бухареста, 38 км на захід від Констанци, 127 км на південь від Галаца.

## Населення
За даними перепису населення 2002 року у селі проживали 1897 осіб, з них 1890 осіб (99,6%) румунів. Усі жителі села рідною мовою назвали румунську.